# Kassian

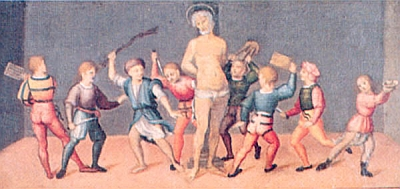
Martyrium des Cassian von Imola von Innocenzo di Pietro Francucci da Imola (um 1500)

Kassian (* in Rom (?); † 13. August 303 oder 304 (nach anderen Angaben: 363) in Forum Cornelii (Imola); auch Cassianus, Kassian von Imola) war ein christlicher Märtyrer und Heiliger.

## Leben
Kassian war nach Überlieferung des Dichters Prudentius ein Märtyrer des 4. Jahrhunderts, vermutlich der Diokletianischen Christenverfolgung. Der Legende nach soll Kassian auch Bischof von Säben oder Brescia gewesen sein, was aber historisch nicht belegbar ist.
Er war Schulmeister der norditalienischen Stadt Imola und weigerte sich, im Unterricht die römischen Götter zu verehren. Da er jedoch das Christentum lehrte, wurde er zum Tode verurteilt. Die Strafe wurde von seinen wütenden Schülern ausgeführt (er hatte sie oft körperlich gezüchtigt), die ihn mit eisernen Griffeln erstachen (siehe Abbildung).
Bei einer Öffnung seines Grabes in Imola 2004 wurden an seinem Schädel Spuren festgestellt, die mit dem Martyrium der Heiligenlegende in Zusammenhang gebracht wurden, was man als Beleg für die Identität Kassians ansah.
Besondere Verehrung wird Kassian in Tirol zuteil. Er ist einer der Diözesanpatrone des Bistums Bozen-Brixen. In Brixen ist er einer der Patrone des Brixner Doms und gilt als erster Bischof von Brixen. Für weitere ihm geweihte Kirchen siehe Kassianskirche.
Kassian ist ferner der Stadtpatron der Städte Imola und Mexiko-Stadt sowie Schutzpatron der Lehrer und Stenografen.
Sein Gedenktag im Heiligenkalender ist sein Todestag, der 13. August.